# Miriam Escofet
Miriam Escofet (Barcelona, 1967) es una pintora de retratos española que vive y trabaja en Londres.

## Biografía
Miriam Escofet nació en 1967 en Barcelona, hija de Josep Escofet, y se mudó al Reino Unido en 1979. Estudió en la Epsom Art School y se graduó en diseño 3D en la Brighton School of Art en 1991 y desde entonces ha estado trabajando como artista. Escofet habla con fluidez tres idiomas: catalán, inglés y castellano.
Desde 2011 ha enseñado arte y pintura de retratos en la Central Saint Martin School of Art and Design de Londres y, desde el año 2010, en la Escuela de Bellas Artes Heatherleys. Su obra está dedicada a sus influencias en la arquitectura de los períodos clásico, gótico y renacentista. Se ha hecho muy conocido por su estilo de pintura. Ha expuesto extensamente en Europa. Su obra ha sido seleccionada para el Premio Retrato BP en las exposiciones 2009, 2010 y 2012 y para la exposición anual de la Real Sociedad de Retratos de pintores.
Su obra ha aparecido en galerías como Christopher Wood Gallery, Mallet of Bond Street, Rafael vals, Duke Street y Albermarle Gallery. También cuenta con numerosas exposiciones individuales. Es miembro asociado de la Royal Society of Portrait Painters. La obra de Escofet se convierte en portada de libros, revistas y Flyers. Su orden de obras de Caryatid se convirtió en la portada de la revista Clavis Volume 3 Book. 4 Ha publicado dos libros con su padre, Joseph Escofet.
Escofet ha realizado cuatro exposiciones individuales. Su primer solo fue en 2001 en la Galería Albemarle de Londres. Los otros fueron en 2005 y 2007 en la Galerie Michelle Boulet en París, y en 2008, de nuevo en la Galería Albemarle. Ha tenido dos exposiciones con su padre, José Escofet, en 2010 y en 2011 en Villa Beretelli, Italia. Su obra de arte se encuentra comúnmente en la Galería Albemarle. Su debut fue en 1999 en el anuario Still Life and the trompe Show. En 2000, fue miembro de la Exposición de Arte del Milenio. En 2006, estaba en el décimo aniversario. En 2010, estuvo en la organización benéfica Art Show. En 2011, su obra fue presentada para el colectivo de verano. Como parte de los retratos de la Royal Society of Painters, su obra aparece en la exposición anual. Se ha presentado en cuatro de las exposiciones anuales.
Fue comisionada por el Foreign Office y la Commonwealth para pintar un retrato de la reina Isabel II, que fue presentado en 2020.

## Premios
- BP Portrait Award 2018[3]
- BP Portrait Award 2012, NPG Publications[4]
- BP Portrait Award 2010, NPG Publications[5]
- BP Portrait Award 2009, NPG Publications[6]
- BP Portrait Award 2007, NPG Publications[7]